# Селеняхски хребет
Селеня̀хският хребет (на руски: Селенняхский хребет) е планински хребет в Източен Сибир, разположен в североизточната част на Якутия, Русия.
Простира се от северозапад (Яно-Индигирската низина) на югоизток (Колимската низина) на протежение около 240 km, между реките Уяндина и Селенях (леви притоци на Индигирка). На североизток се свързва с Полоустното възвишение, а на запад – с крайната северна част на планинската система Черски. Максимална височина 1461 m (69°38′44″ с. ш. 138°44′33″ и. д. / 69.645556° с. ш. 138.7425° и. д.), разположена в северозападната му част. Изграден е основно от гнайси, шисти, кристалинни варовици, пясъчници и алевролити, пронизани от гранитни интрузии. Разработват се находища на калай (сгт Депутатски), киновар (Юбилейни), волфрам, злато и кафяви въглища. От него водят началото си реките Уяндина и Селенях (леви притоци на Индигирка) и Чондон (влива се в море Лаптеви). Речните долини са заети от гори от лиственица, над 600 m следва предтундров тесен пояс, зает от хвойна и кедров клек, а нагоре – планинска тундра.

## Национален атлас на Русия
- Яно-Индигирская и Колымская низменности[2]